# 八条指示
八条指示，是指文化大革命初期的一个政治方针，以刘少奇、邓小平一派阻止文化大革命的扩大化的方法。

## 概述
1966年6月3日，刘少奇、邓小平主持召开了中共中央政治局常委扩大会议，决定派工作组到各高等学校，同时作出八条规定。主要内容是：

1. 内外有别；
2. 大字报不要上街；
3. 斗争会只能在学校内开；
4. 不要搞大规模声讨会；
5. 不要上街示威游行；
6. 不要串连；
7. 不要包围“黑帮”住宅；
8. 防止坏人破坏，注意保密等。

其实质是有领导、限制和有序地开展运动，把正在恶性发展的运动限制在一定范围内，以扭转当时已经出现的混乱局面。1966年7月24日，毛泽东召开中央常委和中央文革小组成员会议，决定撤销文化大革命工作组；同时认为八条指示是“束缚群众手脚的条条、框框”，予以撤销。